# Джонстон (Айова)
Джонстон (англ. Johnston) — місто (англ. city) в США, в окрузі Полк штату Айова. Населення — 24 064 особи (2020).

## Географія
Джонстон розташований за координатами 41°40′52″ пн. ш. 93°42′53″ зх. д. / 41.68111° пн. ш. 93.71472° зх. д. (41.681208, -93.714799).  За даними Бюро перепису населення США в 2010 році місто мало площу 47,56 км², з яких 44,44 км² — суходіл та 3,12 км² — водойми.

## Демографія
Згідно з переписом 2010 року, у місті мешкало 17 278 осіб у 6369 домогосподарствах у складі 4720 родин. Густота населення становила 363 особи/км².  Було 6618 помешкань (139/км²).
Расовий склад населення:
| - 91,0 % — білих - 4,6 % — азіатів - 2,2 % — чорних або афроамериканців - 0,1 % — корінних американців |

До двох чи більше рас належало 1,5 %. Частка іспаномовних становила 2,0 % від усіх жителів.
За віковим діапазоном населення розподілялося таким чином: 29,9 % — особи молодші 18 років, 60,2 % — особи у віці 18—64 років, 9,9 % — особи у віці 65 років та старші. Медіана віку мешканця становила 36,9 року. На 100 осіб жіночої статі у місті припадало 95,9 чоловіків;  на 100 жінок у віці від 18 років та старших — 90,5 чоловіків також старших 18 років.
Середній дохід на одне домашнє господарство  становив 118 063 долари США (медіана — 97 457), а середній дохід на одну сім'ю — 133 823 долари (медіана — 118 138). Медіана доходів становила 81 424 долари для чоловіків та 60 940 доларів для жінок. За межею бідності перебувало 4,7 % осіб, у тому числі 6,2 % дітей у віці до 18 років та 7,1 % осіб у віці 65 років та старших.
Цивільне працевлаштоване населення становило 10 430 осіб. Основні галузі зайнятості: освіта, охорона здоров'я та соціальна допомога — 24,8 %, фінанси, страхування та нерухомість — 18,3 %, науковці, спеціалісти, менеджери — 13,0 %, виробництво — 9,5 %.